# Sasang-gu
Sasang-gu (Hangul: 사상구, Hanja: 沙上區) is een stadsdeel (gu) van de Zuid-Koreaanse stad Busan. Sasang-gu heeft een oppervlakte van 35,84 vierkante kilometer en telde in 2006 ongeveer 277.481 inwoners.
Het stadsdeel bestaat uit de volgende buurten (dong):
- Mora-dong
- Deokpo-dong
- Jurye-dong
- Samnak-dong
- Gwaebeop-dong
- Hakjang-dong
- Eomgung-dong
- Gamjeon-dong

Buk-gu · 
Busanjin-gu · 
Dong-gu · 
Dongnae-gu · 
Gangseo-gu · 
Geumjeong-gu · 
Gijang-gun · 
Haeundae-gu · 
Jung-gu · 
Nam-gu ·
Saha-gu · 
Sasang-gu · 
Seo-gu · 
Suyeong-gu · 
Yeongdo-gu · 
Yeonje-gu